# اوتو، فوکوئوکا
اوتو، فوکوئوکا (به لاتین: Ōtō, Fukuoka) یک منطقهٔ مسکونی در ژاپن است که در استان فوکوئوکا واقع شده‌است. اوتو ۵٬۱۲۷ نفر جمعیت دارد.